# Dubrovčan
Dubrovčan is een plaats in de gemeente Veliko Trgovišće in de Kroatische provincie Krapina-Zagorje. De plaats telt 814 inwoners (2001).